# Osman Đikić
Osman Đikić (Mostar, 7. siječnja 1879. – Mostar, 30. ožujka 1912.) bošnjački pjesnik i novinar, glavni urednik lista Gajret.

## Životopis
Rođen je 7. siječnja 1879. u Mostaru kao dijete Ahmeta (1858. – 1918.) i Hane Đikić (rođena kao Kurt; umrla 1908.). U Mostaru je završio osnovu školu te pet godina gimnazije u Gimnaziji Mostar iz koje je izbačen zbog nacionalističkih aktivnosti. Školovanje je nastavio u Beogradu, Istanbulu te u Beču, gdje je završio Trgovačku akademiju. Godine 1905. vjenčao se s glumicom Zorom Topalović ili Mihailović u Beču. Nakon što je završio Trgovačku akademiju u Beču, Đikić je službovao kao bankovni činovnik u Zagrebu, Brčkom i Mostaru. Od 1907. uređivao je mostarski list Musavat te objavljivao tekstove u Bosansko-hercegovačkom glasniku.

### Književno djelovanje
Osman Đikić bio je poznati pjesnik i dramatičar u Bosni i Hercegovini. Njegovo pjesništvo bilo je sklono didaktičnosti, s elementima ljubavi, domoljublja i religije koje su služile kao glavne teme. Svoje pjesme prvo je objavljivao u novinama kao što su: Behar, Bosanska vila i Zora. Godine 1900. u Beogradu objavljeno je Pobratimstvo, jedna od njegovih prvih zbiraka pjesama. Ta je zbirka sadržavale domoljubne pjesme među kojima su i pjesme Omer-bega Sulejmanpašića Skopljaka i Avde Karabegovića. Zbirku nije dobro primio Osman Nuri Hadžić te ju je strogo kritizirao u Beharu. Hadžićeve kritike spriječile su daljnje objavljivanje Đikićevih pjesama unutar Behara.
Osman Đikić kao folklorist skupljao je narodne pjesme iz Mostara i susjednog Stoca. Te narodne pjesme činile su zbirku Hercegovački biser dugu 5.000 stihova. Nju je Đikić poklonio Srpskoj akademiji znanosti i umjetnosti. Kao dramatičar, Đikić je napisao tri drame: Zlatija, objavljena 1906., Stana, objavljenu 1906. ili 1907., te Muhadžir, objavljenu 1908. ili 1909. Autor je nekoliko sevdalinki, uključujući: Đaurko mila, Ašik ostah na te oči i Đela Fato đela zlato.

### Političko djelovanje
Nakon što je Austro-Ugarska zauzela Bosna i Hercegovina 1878. godine, Austro-Ugarska je pokušala iskorijeniti etnički nacionalizam u Bosni i Hercegovini ujedinjenjem triju naroda Bosne i Hercegovine (Hrvate, Srbe i Bošnjake) u jedan narod. Tu ideju nisu dobro prihvatili narodi koji su nastanjivali Bosni i Hercegovini. Naprotiv, ta tri naroda htjeli su ostvariti vlastite nacionalističke težnje. Đikić je također postao žrtva ovih težnji. 1909. godine preselio se u Sarajevo gdje je potajno postao član Muslimanske narodne organizacije (MNO). Ranije je MNO preuzeo kontrolu nad Gajretom, kulturno-obrazovnom društvom čiji je suosnivač bio Safvet-beg Bašagić. Gajret je bila jedina tadašnja organizacija koja je pomagala siromašnim muslimanskim studentima. MNO je 1907. osnovala politički časopis Gajret. MNO je 1909. postavio Đikića na mjesto tajnika i urednika časopisa Gajreta.
Đikić je također bio duboki pristaša srpskoga nacionalizma te zagovornik ujedinjene države svih južnih Slavena. Bio je advokat bosanskohercegovačkih muslimana i pravoslavaca. Godine 1910. pokrenuo je opozicijski politički časopis Samouprava, gdje je služio kao glavni urednik.

### Smrt
Đikić je umro od tuberkuloze u Mostaru 30. ožujka 1912. u 33. godini života. Pokopan je u Velikom carinskom haremu. Njegov žena, Zora, je nedugo zatim umrla, također od tuberkuloze i to 14. rujna 1912. godine.

### Turbe
Srbijanski arhitekt Aleksandar Deroko sagradio je 1936. cigleno turbe u pseudomaurskom stilu za Đikićeve ostatke. No, novosagrađeno turbe nalazilo se unutar harema kod Karađozbegove džamije te su stoga njegovi ostatci premješteni nakon izgradnje turbeta, gdje se nalazio sarkofag iznad njegovog groba. Tijekom Drugoga svjetskoga rata, Ustaše su uništili turbe. Turbe su nakon Drugoga svjetskoga rata obnovili. Turbe je također pretrpjelo štetu tijekom Rata u Bosni i Hercegovini kada su Hrvatske obrambene snage minirale turbe u lipnju 1992. Kao rezultat toga razrušen je sarkofag, a turbe je polovično srušeno. Njegove turbe djelomično je obnovljeneno 1998. godine.

## Djela
Zbirke pjesama
- Pobratimstvo (Omer-begom Sulejmanpašićem Skopljakom i Avdom Karabegovićem) (1900.)
- Muslimanskoj mladeži (1902.)
- Ašiklije (1903.)

Drame
- Zlatija (1905.)
- Stana, (1906.)
- Muhadžir (1909.)

## Vanjske povezice
- Enes Duraković. 1998. Osman Đikić. Bošnjačka književnost u književnoj kritici: Novija književnost – poezija. Alef. str. 116–119.